# Bayerska lantdagen
Bayerska lantdagen (tyska: Bayerischer Landtag) är delstatsparlamentet i Bayern.  Parlamentsbyggnad är Maximilianeum i München.
Efter delstatsvalet 2018 bildades en koalitionsregering bestående av det konservativa partiet CSU och mitten-höger-partiet Freie Wähler.

## Historia
Kungariket Bayern fick sitt första parlament, Bayerische Ständeversammlung 1819. Det bestod av två kammare, Kammer der Reichsräte och Kammer der Abgeordneten. Den senare är föregångaren till dagens lantdag.
Efter Novemberrevolutionen möttes parlamentet under en kortare tid i Bamberg. Mellan 1919 och 1933 existerade Bayerns första lantdag under Weimarrepubliken. Den upplöstes 30 januari 1934 av nazisterna.  Parlamentsbyggnaden på Prannerstrasse i München förstördes 1944 genom bombning. Efter kriget inrättades åter den bayerska lantdagen och möttes för första gången 1946. Sedan 1949 har lantdagen haft Maximilianeum i München som säte. Åren 1946–1999 fanns det även en första kammare, den bayerska senaten, men sedan 1999 tillämpas ett enkammarsystem.

## Uppgifter
Lantdagens huvudsakliga uppgifter är att vara lagstiftande organ på delstatsnivå, godkänna förbundslandets budget, välja ministerpresident och regering samt att kontrollera regeringens maktutövning.

## Val

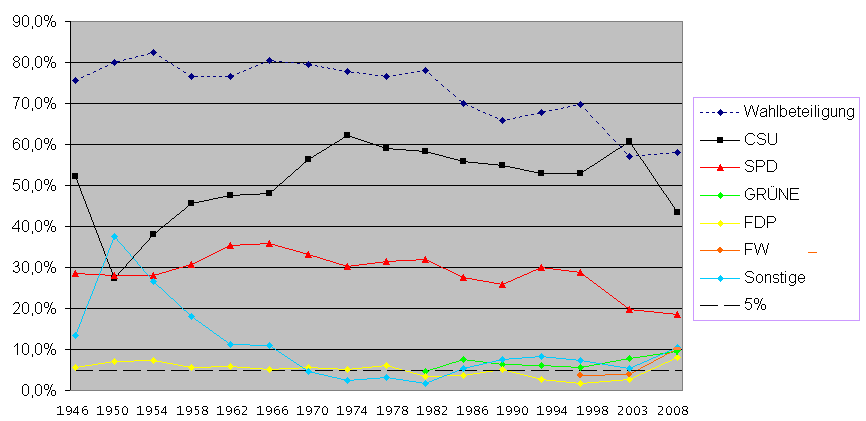
Valresultat och valdeltagande i bayerska lantdagsvalen sedan 1946

Val hålls vart femte år, och måste hållas en söndag eller allmän helgdag. Valet måste hållas minst 59 och max 69 månader efter det senaste.
Bayern tillämpar, till skillnad från många andra tyska förbundsländer, ett valsystem som något avviker från det som används för Tysklands förbundsdag. Varje väljare avger en första röst för personval i majoritetsvalkretsar och en andra röst på en partilista, med möjlighet till personröstning inom listan. Efter majoritetsvalkretsarnas mandat har tillsatts fördelas övriga mandat så att varje parti uppnår proportionell representation i förhållande till summan av partiets totala antal första- och andraröster. För den andra rösten gäller att mandaten tillsätts enligt den lokala partilistan, vars turordning dock kan ändras genom personröstning. En spärr på fem procent gäller för representation i lantdagen, med undantag för lokalt starka kandidater och partier som tilldelats direktvalsmandatet i sin valkrets.

### Valet 2008
Bayerns politik har under efterkrigstiden starkt dominerats av det konservativa kristdemokratiska partiet CSU. Valet 2008 var första gången sedan 1966 som CSU, med 43,4 % av rösterna, inte uppnådde egen majoritet. Sedan valet 2008 har Bayern regerats av en högerkoalition mellan CSU och FDP, med Horst Seehofer som ministerpresident. Oppositionen utgörs av SPD, Die Grünen, Freie Wähler och en oberoende ledamot.

### Valet 15 september 2013
Enligt preliminära prognoser från Das Erste (ARD) fick i valet 15 september 2013 CSU under ledning av Horst Seehofer egen majoritet av lantdagens mandat, med omkring 48 % av rösterna, och SPD blev näst största parti med omkring 20 %. Övriga oppositionspartier med representation i lantdagen blev Die Grünen och Freie Wähler. FDP förlorade sin representation i lantdagen.